# Háje (Cheb)
Háje (in tedesco Gehaag) è una frazione di Cheb, capoluogo ceco dell'omonimo distretto, nella regione di Karlovy Vary.

## Geografia fisica
Il villaggio si trova immediatamente a sud di Cheb e si estende su una superficie di 1397,23 ha (equivalenti a circa 1,4 km²). Nel villaggio sono state registrate 329 abitazioni, nelle quali vivono 862 persone, di cui 409 donne.
Altri comuni limitrofi sono Dolní Pelhřimov, Skalka ed Horní Pelhřimov ad ovest, Chlumeček, Tršnice, Jindřichov, Klest e Františkovy Lázně a nord, Horní Dvory, Reichersdorf e Podhrad ad est e Krásná Lípa, Wies, Schloppach, Egerteich, Hundsbach, Starý Hrozňatov ed Hatzenreuth a sud.

## Galleria d'immagini

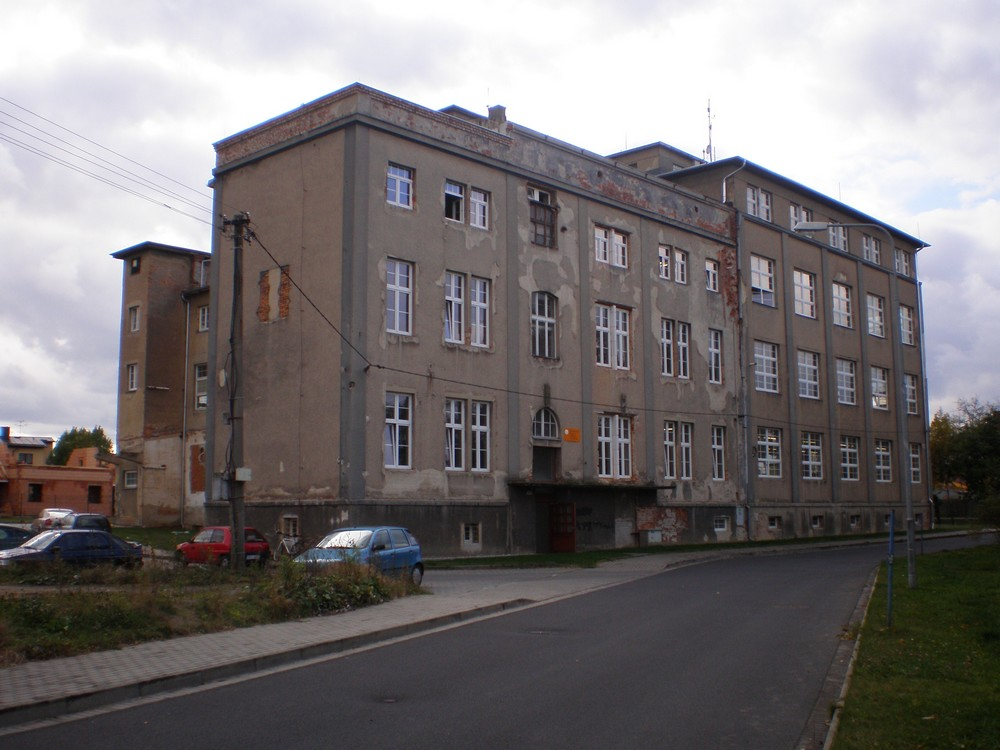
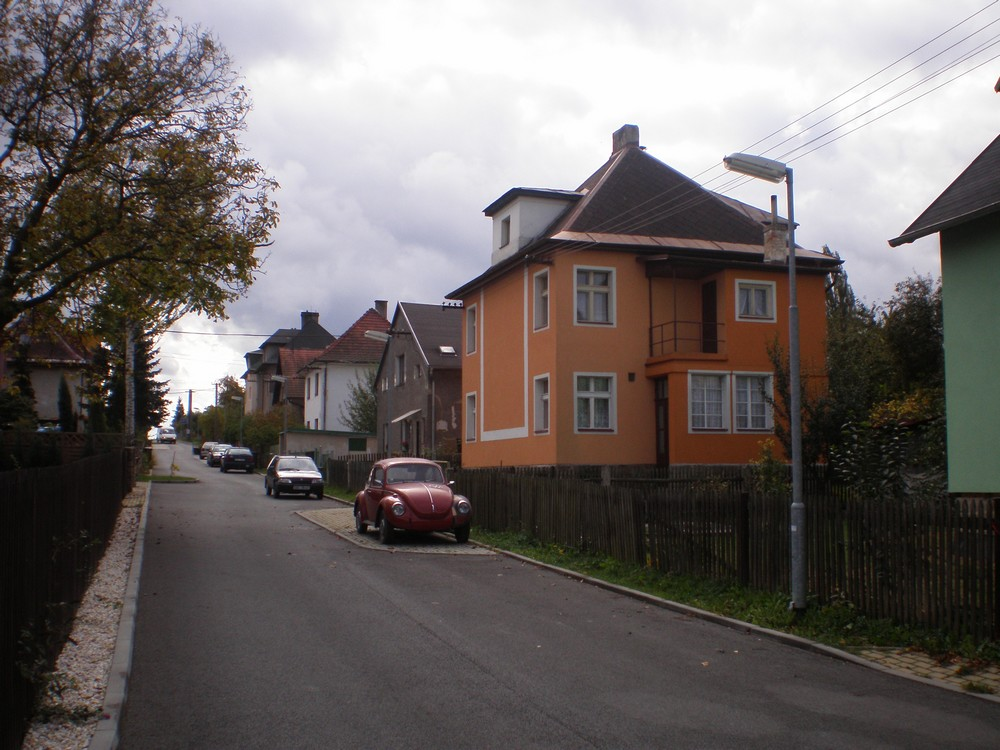